# Triaenodes smithi
Triaenodes smithi là một loài Trichoptera trong họ Leptoceridae. Chúng phân bố ở miền Tân bắc.